# シンバッド (コメディアン)
シンバッド（Sinbad, 本名：デヴィッド・アドキンス(David Adkins)、1956年11月10日 - ）は、アメリカ合衆国のコメディアン、俳優である。

## 来歴
1956年、ミシガン州ベントン・ハーバーに生まれる。地元の高校を卒業後、コロラド州のデンバー大学へ進学した。大学時代には同大学のバスケチームにも所属した。大学を卒業してからアメリカ空軍へブーム・オペレーターとして従軍した。米軍所属時代から持ち前のセンスを活かしてスタンダップ・コメディの舞台に立ち、軍の中のタレント・コンテストなどにも出演した経験がある。
退役後は芸名を『シンバッド』とし、エンターテイメント業界でのキャリアをスタートさせ、1986年にテレビ番組『The Redd Foxx Show』でテレビデビュー。その後もビル・コスビー主演の『コスビー・ショー』などのシットコムへ出演して徐々に知名度を得ていった。1987年から1991年まで、コスビーが製作した『A Different World』のレギュラーとして出演が世間からウケて、一躍コメディアンの仲間入りを果たした。1993年には自身の冠番組『ザ・シンバッド・ショー』も製作され、コメディアンとして確固たる地位を確立している。映画への出演でも知られており、1997年に出演した『ジングル・オール・ザ・ウェイ』ではアーノルド・シュワルツェネッガーと共演し、子供のためにおもちゃ探しに奮闘する父親をコミカルに演じて印象を残している。同作品では同年のBlockbuster Entertainment Awardsで助演男優部門の優秀賞を獲得した。近年ではアメリカ国内の各地でコメディライブやトークショーも頻繁に行っており、コメディアンとして更に活躍している。

### 私生活

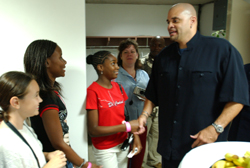
2004年9月、キャンプ座間内のアメリカン・スクールにて

2004年9月に神奈川県相模原市内にある在日米軍のキャンプ座間を訪れた。その際には基地内にあるアメリカン・スクールも訪問して在校生と対談もしている。また2007年3月10日に米軍主催の『JAPAN GI BLUES』へ出席するため東京都福生市にある横田基地も訪れた。その際にはコメディステージも開催している。
1986年にメレディス・アドキンズ (Meredith Adkins) と結婚して2児を儲けるが、1992年に離婚。10年後の2002年に元妻と再婚し、現在に至っている。

## 出演作品

### 映画
- That's Adequate (1989)
- スーパー・タッチダウン Necessary Roughness (1991)
- コーンヘッズ Coneheads (1993)
- スーパーヒーロー・メテオマン The Meteor Man (1993)
- Aliens for Breakfast (1994)
- ハウスゲスト / あんただ～れ？ Houseguest (1995)
- 奇跡の旅2/サンフランシスコの大冒険 Homeward Bound II: Lost in San Francisco (1996)
- ファースト・キッド / 僕のパパは大統領 First Kid (1996)
- ジングル・オール・ザ・ウェイ Jingle All the Way (1997)
- バッドアウトロー The Cherokee Kid (1996)
- グッド・バーガー Good Burger (1997)
- 走れ！ おしゃべり馬 / ひみつの必勝作戦 Ready to Run (2000)
- Blue Shirts (2002)
- Crazy as Hell (2002)
- ヘンゼルとグレーテル Hansel & Gretel (2002) ※テレビ映画
- Treading Water (2002)
- Stompin' (2007)
- Cuttin Da Mustard (2008)
- プレーンズ Planes (2013) ※声の出演

### テレビシリーズ
- モエシャ Moesha (2000)
- リザレクション・ブールバード Resurrection Blvd. (2002)
- Are We There Yet? (2011)

### テレビアニメ
- Happily Ever After: Fairy Tales for Every Child (1995, 1997, 1999)
- Slacker Cats (2007)

### テレビ番組
- The Redd Foxx Show (1986)
- Keep on Cruisin' (1987)
- コスビー・ショー The Cosby Show (1987)
- A Different World (1987 - 1991)
- サタデー・ナイト・ライブ Saturday Night Live (1992)
- The Sinbad Show (1993 - 1994)